# Alpenländische dachsbracke
Alpenländische dachsbracke er en jagthund af gruppen af schweisshunde.